# Eleições parlamentares iugoslavas de 1938
As eleições parlamentares foram realizadas no Reino da Iugoslávia em 11 de dezembro de 1938.  O resultado foi uma vitória para a União Radical Iugoslava, que conquistou 306 dos 373 assentos na Assembleia Nacional.
Essas seriam as últimas eleições realizadas na Iugoslávia antes da Segunda Guerra Mundial. Na altura das primeiras eleições do pós-guerra, em 1945, o Partido Comunista da Iugoslávia estava a consolidar rapidamente o poder, e a oposição não comunista boicotou a votação após afirmar ter sido alvo de severa intimidação.  Como resultado, as eleições de 1938 seriam as últimas eleições multipartidárias realizadas na Iugoslávia até que o partido fosse dissolvido em 1990. 

## Coligações
A União Radical Iugoslava (JRZ, Jereza), liderada pelo primeiro-ministro Milan Stojadinović, formou uma aliança de direita a extrema-direita com:
- Partido Nacional Iugoslavo liderado por Bogoljub Jevtić
- Organização Muçulmana Iugoslava liderada por Mehmed Spaho
- Partido Popular Esloveno liderado por Anton Korošec
- Partido Radical Popular liderado por Aca Stanojević, que mais tarde abandona a aliança em favor da Oposição Unida.

A Oposição Unida consistia em:
- Partido Camponês Croata liderado por Vladko Maček
- Partido Democrata Independente liderado por Srđan Budisavljević
- Partido Democrático liderado por Ljubomir Davidović
- Partido Agrário liderado por Jovan Jovanović Pižon
- Partido Federalista Montenegrino liderado por Sekula Drljević

## Resultados
| Partido                            | Votos     | %      | Assentos | +/– |
| ---------------------------------- | --------- | ------ | -------- | --- |
| União Radical Iugoslava            | 1.643,783 | 54.09  | 306      | +3  |
| Oposição Unida                     | 1.364,524 | 44.90  | 67       | 0   |
| Movimento Nacional Iugoslavo       | 30,734    | 1.01   | 0        | 0   |
| Total                              | 3.039,041 | 100.00 | 373      | +3  |
|                                    |           |        |          |     |
| Eleitores registrados/participação | 4,080,286 | –      |          |     |
| Fonte: Nohlen et al.               |           |        |          |     |

## Consequências
Embora a Oposição Unida, de fato liderada pelo líder do Partido Camponês Croata Maček, tenha atraído 44,9% dos votos, devido às regras eleitorais pelas quais os partidos do governo receberam 40% dos assentos na Assembleia Nacional antes da contagem dos votos, o voto da oposição só se traduziu em 67 assentos de um total de 373. O segundo gabinete de Milan Stojadinović entrou em colapso em fevereiro de 1939, devido à sua política pró-Eixo. Ele foi substituído por Dragiša Cvetković como primeiro-ministro e líder de jure do JRZ. O Acordo Cvetković-Maček foi concluído em agosto de 1939, estabelecendo a Banovina Autônoma da Croácia. Maček tornou-se vice-primeiro-ministro da Iugoslávia e vários membros da Oposição Unida foram adicionados ao novo gabinete. 

Após o governo Cvetković assinar a adesão da Iugoslávia ao Pacto Tripartite em março de 1941, houve uma facção liderada pelo comandante da Real Força Aérea Iugoslava (VVKJ), General Dušan Simović, que realizou com sucesso um golpe pró-Aliados. 